# Le Conscrit de 1814
Le Conscrit de 1814, aussi appelé L'École polytechnique à la défense de Paris 1814 ou encore Le Polytechnicien, est une statue située à l'École polytechnique, en France. Il s'agit d'un bronze de Corneille Theunissen réalisé par le fondeur  Alexis Rudier en 1914, afin de commémorer le sacrifice des élèves de l’École sous le régime du Premier Empire, morts pour défendre Paris contre la Sixième Coalition en 1814.

## Historique
À l'occasion de son 50e anniversaire, la Société amicale de secours des anciens élèves de Polytechnique commande à Corneille Theunissen un monument pour commémorer la participation de l'École à la défense de Paris en 1814. Le sculpteur fut choisi sans passer par un concours, Corneille Theunissen étant alors à l'acmé de sa carrière. L'œuvre est financée par 725 souscripteurs qui en recevront en remerciement des reproductions sous forme de statuettes et plaquettes (en).
Une première maquette au tiers est présentée le 15 juin 1913, avant de procéder à la présentation d’une toile peinte grandeur nature tendue sur place afin de valider les dimensions. Conformément à son habitude, Theunissen effectue d’abord un modèle en argile représentant le jeune combattant nu, avant de le vêtir de son uniforme. Un moulage en plâtre est ensuite présenté sur place puis tronçonné et expédié au fondeur Alexis Rudier en février 1914. La statue est finalement assemblée et ciselée à partir des coulées obtenues. L'œuvre, qui s’inscrit à la fin de la carrière de Corneille Theunissen, reçoit la médaille d'or au Salon des artistes français le 29 avril 1914,.
Le Conscrit de 1814 est inauguré le 8 juillet 1914 dans le jardin du collège de Boncourt à l’École polytechnique, en présence du président de la République, Raymond Poincaré et du ministre de la Guerre, Adolphe Messimy, avec la musique de la garde républicaine, quelques semaines avant le début de la Première Guerre mondiale. 
Le 21 octobre 1919, une délégation de l’École polytechnique offre à l'académie militaire de West Point une réplique grandeur nature du bronze en signe de fraternité entre les deux nations et écoles. Cette copie y porte le nom de Monument de l'École polytechnique.
La statue, déplacée en 1980 dans la cour voisine du 5 rue Descartes à Paris où siège l'association des anciens élèves et diplômés de l'École polytechnique sur demande du ministre des Universités, est finalement transférée en juillet 1986 à Palaiseau où a déménagé l'École en 1977. Elle occupe donc désormais la cour Vaneau, cour d'honneur de l'École polytechnique, et constitue un des symboles de l'École.

## Description
La statue représente un élève de l'École polytechnique servant dans l'armée napoléonienne en 1814 durant la Bataille de Paris. Les troupes coalisées sont alors aux portes de Paris et les élèves, n'ayant pour expérience militaire que quelques cours d'artillerie, demandent à Napoléon de participer à la défense de Paris. Les polytechniciens se distinguent dans la défense de la barrière du Trône, sans pour autant empêcher la défaite napoléonienne. Le fait d'armes est désormais inscrit sur le drapeau de l'École : « Défense de Paris, 1814 »,.
Le polytechnicien est représenté debout, le sabre brandi, un canon brisé à ses pieds et la hampe de son drapeau appuyée contre l'épaule. La statue de bronze est placée sur un piédestal de granit rose de Baveno, gravé « L’École polytechnique à la défense de Paris 1814 ». On peut citer certains détails notables, traditionnellement nommés par les élèves-officiers de West Point les « quatre erreurs sur le Monument français » : le sabre est courbé mais le fourreau droit ; le drapeau souffle dans une direction, le manteau en suit une autre ; un bouton est déboutonné et les boulets de canon sont trop gros pour la bouche du canon.
La statue est présentée au Salon des artistes français avec la citation suivante, qui décrit la composition et conclut par la devise de l'École polytechnique donnée par Napoléon en 1804 : « Sur un fond de fascines bouleversées avec canon et boulets un polytechnicien de l’époque, étroitement guêtré, soulève de la main gauche le drapeau français tandis que de la main droite il élève d’un geste magnifique son sabre recourbé. Un cri sort de sa poitrine, et, sur ce masque contracté par la gloire, on lit la volonté de se sacrifier pour la Patrie ; au bas la devise : Pour la Patrie, les Sciences et la Gloire ».